# Marian Kempny
Marian Kempny (ur. 28 maja 1954, zm. 7 marca 2006) – polski socjolog kultury z wyraźnymi inklinacjami w kierunku antropologii społecznej, profesor Uniwersytetu Warszawskiego.
Napisał niewiele książek, był jednak redaktorem szeregu opracowań o ogromnym znaczeniu dla rozwoju nauk społecznych w Polsce. Był także redaktorem "Kultury i Społeczeństwa".
Interesował się przede wszystkim takimi kwestiami jak: teoria wymiany oraz zmiany społecznej, przeobrażenia współczesnego świata (globalizacja, konsumpcjonizm, wielokulturowość), metodologia nauk społecznych (socjologia, antropologia społeczna).

## Książki
- Wymiana i społeczeństwo : obraz rzeczywistości społecznej w ujęciu współczesnych socjologicznych i antropologicznych teorii wymiany, 1988
- Antropologia bez dogmatów: teoria społeczna bez iluzji, 1994

## Redakcja antologii
- Współczesne teorie wymiany społecznej: zbiór tekstów, 1992
- Badanie kultury. Elementy teorii antropologicznej, 2003
- Badanie kultury: elementy teorii antropologicznej: kontynuacje, 2004

## Redakcja innych opracowań
- Kulturowy wymiar przemian społecznych, 1993
- Struktura, wymiana, władza: studia z socjologii teoretycznej, 1993
- Cultural dilemmas of post-communist societies, 1994
- U progu wielokulturowości: nowe oblicza społeczeństwa polskiego, 1997
- Religia i kultura w globalizującym się świecie, 1999
- Identity in Transformation. Postmodernity, Postcommunism and Globalization, 2002
- Wymiary globalizacji kulturowej. Wyzwania badawcze, 2003
- Od kontestacji do konsumpcji. Szkice o przeobrażeniach współczesnej kultury, 2004
- Kultura w czasach globalizacji, 2004
- Konsumpcja: istotny wymiar globalizacji kulturowej, 2005
- Tożsamość i przynależność: o współczesnych przemianach identyfikacji kulturowych w Polsce i w Europie, 2008